# Luběnice
Luběnice är en ort i Tjeckien.   Den ligger i regionen Olomouc, i den östra delen av landet, 200 km öster om huvudstaden Prag. Luběnice ligger 223 meter över havet och antalet invånare är 412.
Terrängen runt Luběnice är huvudsakligen platt, men åt sydväst är den kuperad.Runt Luběnice är det ganska tätbefolkat, med 207 invånare per kvadratkilometer. Närmaste större samhälle är Olomouc, 9,7 km öster om Luběnice. Trakten runt Luběnice består till största delen av jordbruksmark.